# Николаевская больница
Николаевская больница (полное название СПб ГБУЗ «СПб Николаевская больница») — одна из старейших больниц Санкт-Петербурга, ведущее лечебное учреждение Петродворцового района, оказывающее стационарную и амбулаторную помощь более 200 000 жителям Петродворцового района, Стрельны и Ломоносова, а также жителям и гостям Санкт-Петербурга.
Главный врач Николаевской больницы доктор медицинских наук, врач высшей квалификационной категории Дмитрий Александрович Решетник возглавляет больницу с 2013 года.
В Николаевской больнице в оказании медицинской помощи участвуют более 900 человек медицинского персонала, из которых 1 доктор медицинских наук, 19 кандидатов медицинских наук, 89 врачей высшей категории. Семнадцать врачей Николаевской больницы являются главными специалистами Петродворцового района. 97 медицинских сестер имеют высшую квалификационную категорию, 3 медицинские сестры получили почетное звание «Лучший специалист сестринского дела Санкт-Петербурга» в 2006, 2008, 2010 годах.